# Fortuna Sittard (vrouwenvoetbal)
Fortuna Sittard Vrouwen is een Nederlands vrouwenvoetbalteam uit het Limburgse Sittard-Geleen, onderdeel van Fortuna Sittard, dat vanaf seizoen 2022/23 uitkomt in de Eredivisie Vrouwen. De thuisbasis van het team is het Fortuna Sittard Stadion. Op 7 april 2025 werd bekend dat na het seizoen 2024/25 de Sittardse vrouwentak zal worden opgeheven.

## Geschiedenis
Op 25 januari 2022 werd bekend dat Fortuna Sittard vanaf het seizoen 2022/23 zou gaan deelnemen aan de Vrouwen Eredivisie. Samen met Telstar maakte het haar intrede in de groeiende competitie en werd het de eerste Limburgse club sinds het afhaken van VVV-Venlo in 2012. Aandeelhouder en game-ontwikkelaar Azerion zou de club ondersteunen bij het opzetten van de vrouwenafdeling en zou ook een rol van betekenis krijgen op maatschappelijk gebied. Op de nieuwjaarsreceptie van 2022 maakte algemeen directeur Ivo Pfennings bekend dat het vrouwenvoetbal voor een initiële periode van drie jaar is veiliggesteld en dat de organisatie van daaruit zou uitbouwen. Het was de ambitie van clubeigenaar Atilla Aytekin om met de vrouwen van Fortuna Sittard binnen drie jaar Champions League te spelen. In het seizoen 2023/24 bereikte Fortuna Sittard een vierde plaats en haalde het de finale van de KNVB Beker. Wegens financiële moeilijkheden moest Fortuna Sittard na het seizoen 2023/24 afscheid nemen van vrijwel haar complete selectie, waaronder (jeugd)internationals Tessa Wullaert, Diede Lemey, Féli Delacauw, Alieke Tuin en Charlotte Hulst. Ook hoofdtrainer Roger Reijners trok de deur achter zich dicht in Sittard. Assistent-trainer Glenda van Lieshout was zijn opvolger. Enkel Claire Dinkla, Moïsa van Koot en nieuwe aanvoerster Amber van Heeswijk bleven de club trouw. Met nieuwe speelsters als Rosa van Wershoven, Femke Prins, Isa Dekker en jonge talenten werd gebouwd aan een nieuw elftal. Dit resulteerde in wisselende resultaten in de Vrouwen Eredivisie. In de kwartfinale van de KNVB Beker 2024/25 was amateurclub SV Saestum na penalty's te sterk.
In april 2025 werd bekendgemaakt dat het seizoen 2024/25 het laatste seizoen in het bestaan van de Sittardse vrouwentak zal zijn. Wegens financiële moeilijkheden kunnen de speelsters niet de faciliteiten op topsportniveau worden geboden.

## Sponsoren
| Periode   | Kledingsponsor | Shirtsponsor | Shirtsponsor mouw | Trainingssponsor |
| --------- | -------------- | ------------ | ----------------- | ---------------- |
| 2022–2025 | Masita         | Azerion      |                   |                  |

## Eerste elftal

### Selectie
| Nr.           | Nat.               | Naam                | Vorige club              | Competitie | Competitie |
| ------------- | ------------------ | ------------------- | ------------------------ | ---------- | ---------- |
| Keepers       | Keepers            | Keepers             | Keepers                  | W          | Doelpunten |
| 1             | Vlag van Nederland | Claire Dinkla       | sc Heerenveen            | 23         | 0          |
| 22            | Vlag van België    | Hanne Thijs         | Jeugd                    | 0          | 0          |
| 26            | Vlag van België    | Silke Baccarne      | KV Mechelen              | 0          | 0          |
| Verdedigers   |                    |                     |                          |            |            |
| 2             | Vlag van Nederland | Moïsa van Koot      | PEC Zwolle               | 36         | 4          |
| 3             | Vlag van Nederland | Nicole Stoop        | Aab Aalborg              | 17         | 0          |
| 5             | Vlag van Nederland | Diana Hilhorst      | Georgia South University | 16         | 1          |
| 17            | Vlag van Nederland | Femke Pietersma     | The Cyclones             | 13         | 0          |
| 23            | Vlag van Nederland | Briony Stauffenberg | Jeugd                    | 13         | 0          |
| 24            | Vlag van Nederland | Rosa van Wershoven  | FC Eindhoven AV          | 19         | 2          |
| 26            | Vlag van Nederland | Isabel Kopp         | Georgia South University | 19         | 0          |
| Middenvelders |                    |                     |                          |            |            |
| 6             | Vlag van Nederland | Nienke Mulder       | Feyenoord                | 3          | 0          |
| 14            | Vlag van Nederland | Sara Vijfhuizen     | Providence FC            | 17         | 0          |
| 15            | Vlag van Nederland | Amber van Heeswijk  | Borussia Mönchengladbach | 58         | 0          |
| 18            | Vlag van Nederland | Maud van Berlo      | Jeugd                    | 14         | 2          |
| 19            | Vlag van Nederland | Sanne Peereboom     | AZ                       | 18         | 0          |
| 20            | Vlag van Finland   | Venla Lindfors      | Lidköpings FK            | 10         | 2          |
| Aanvallers    |                    |                     |                          |            |            |
| 9             | Vlag van Nederland | Femke Prins         | FC Utrecht               | 19         | 2          |
| 10            | Vlag van Nederland | Lakeesha Eijken     | ADO Den Haag             | 18         | 1          |
| 11            | Vlag van Nederland | Isa Dekker          | AZ                       | 15         | 2          |
| 15            | Vlag van Nederland | Ilse van Walsem     | VfR Warbeyen             | 5          | 0          |
| 20            | Vlag van Nederland | Ted Rooijendijk     | Jeugd                    | 1          | 0          |
| 21            | Vlag van Nederland | Sanne Arons         | Jeugd                    | 17         | 2          |

Bijgewerkt op 7 april 2025

### Staf
| Nat.               |                     | Functie                  |
| ------------------ | ------------------- | ------------------------ |
| Vlag van Nederland | Glenda van Lieshout | Hoofdcoach               |
| Vlag van Nederland | Wim Dusseldorp      | Assistent/Keeperstrainer |

## Overzichtslijsten

### Competitie
- 2023 3e
Eredivisie
- 2024 4e
Eredivisie
- 2025 8e
Eredivisie

In elke staaf van de grafiek staat van boven naar beneden vermeld: 
- Eindnotering

Dit is de positie die de club heeft bereikt in de competitie, zonder eventuele beslissings-, play-off- of nacompetitiewedstrijden die nodig zijn geweest om bijvoorbeeld de kampioen van de competitie te bepalen.
Indien een * achter het getal staat is de notering een tussenstand en kan het zijn dat de notering niet overeenkomt met de uiteindelijke eindstand van de competitie.
Staat er een - dan is het seizoen nog bezig en is er geen definitieve uitslag bekend.
Staat er xx op de positie van de notering, dan heeft de club vroegtijdig de competitie verlaten. Dit kan onder andere komen door terugtrekking van het team, faillissement van de club of door een uitgedeelde straf van de KNVB. In veel gevallen staat elders in het artikel de reden vermeld.
Staat er een ? dan is het resultaat uit het verleden onbekend, en is alleen de competitie of het niveau bekend van dat seizoen.
In de seizoenen 2019/20 en 2020/21 werd wegens de coronacrisis het amateurvoetbal afgebroken. Daardoor kennen deze staven geen eindklassering (middels -- weergegeven).
- Competitieniveau en afdelingsletter of Officiële eindstand Eredivisie
  - Competitieniveau en afdelingsletter

Hierbij geeft het getal het niveau weer, dat ook terug te vinden is in de legenda. De letter is de afdelingsaanduiding en wordt gebruikt wanneer er meer afdelingen zijn op hetzelfde niveau. De afdelingsletter is altijd een hoofdletter en wordt meestal zonder nummer gebruikt.
Voorbeeld: 2F is niveau 2e klasse competitie F.
Het competitieniveau en nummer wordt niet vermeld wanneer er slechts één competitie van dit niveau was.
  - Officiële eindstand Eredivisie (getal staat tussen haakjes vermeld)

Sinds de introductie van play-offwedstrijden voor Europees voetbal na afloop van de reguliere competitie in 2005/06, is de KNVB verplicht een eindstand van de Eredivisie door te geven aan de UEFA aan de hand van deze play-offwedstrijden.
Bij deze eindstand staan clubs die zich hebben gekwalificeerd voor Europees voetbal hoger dan clubs die zich niet wisten te kwalificeren. Indien er geen verschil was tussen de eindnotering en de officiële eindstand, staat dit getal niet vermeld.

- Onderafdeling

Hier staat afgekort de naam van de onderafdeling indien de club in dat jaar in een onderafdeling uitkwam. Tevens staat deze afkorting in de legenda en wordt gelinkt naar het artikel over deze onderafdeling. Deze afkorting wordt alleen vermeld wanneer de club in het verleden in verschillende onderafdelingen heeft gespeeld. Deze vermelding is in de staaf altijd in kleine letters. Deze onderafdelingen zijn na het seizoen 1995/96 afgeschaft. Heeft de club in slechts één onderafdeling gespeeld, dan is dit alleen terug te vinden in de legenda.
Onder de staaf staat het jaartal vermeld waarin het seizoen is afgesloten. 15 verwijst naar het seizoen 2014/15 of eventueel het seizoen 1914/15.
Wanneer een staaf leeg is, zijn deze gegevens niet bekend. Het kan ook zijn dat de club dat seizoen niet heeft meegespeeld op het hogere amateurniveau, vroegtijdig de competitie heeft verlaten of uit de competitie is gezet.

In het seizoen 1944/45 was er wegens de Tweede Wereldoorlog geen regulier competitievoetbal.
- Eredivisie

#### Seizoensoverzichten
| Resultaten van Fortuna Sittard sinds de toetreding in het vrouwenvoetbal in 2022 | Resultaten van Fortuna Sittard sinds de toetreding in het vrouwenvoetbal in 2022 | Resultaten van Fortuna Sittard sinds de toetreding in het vrouwenvoetbal in 2022 | Resultaten van Fortuna Sittard sinds de toetreding in het vrouwenvoetbal in 2022 | Resultaten van Fortuna Sittard sinds de toetreding in het vrouwenvoetbal in 2022 | Resultaten van Fortuna Sittard sinds de toetreding in het vrouwenvoetbal in 2022 | Resultaten van Fortuna Sittard sinds de toetreding in het vrouwenvoetbal in 2022 | Resultaten van Fortuna Sittard sinds de toetreding in het vrouwenvoetbal in 2022 | Resultaten van Fortuna Sittard sinds de toetreding in het vrouwenvoetbal in 2022 | Resultaten van Fortuna Sittard sinds de toetreding in het vrouwenvoetbal in 2022 | Resultaten van Fortuna Sittard sinds de toetreding in het vrouwenvoetbal in 2022 | Resultaten van Fortuna Sittard sinds de toetreding in het vrouwenvoetbal in 2022 | Resultaten van Fortuna Sittard sinds de toetreding in het vrouwenvoetbal in 2022 | Resultaten van Fortuna Sittard sinds de toetreding in het vrouwenvoetbal in 2022 |
| Seizoen                                                                          | Competitie                                                                       | Competitie                                                                       | Competitie                                                                       | Competitie                                                                       | Competitie                                                                       | Competitie                                                                       | Competitie                                                                       | Competitie                                                                       | Competitie                                                                       | Kwalificatie                                                                     | KNVB Beker                                                                       | Eredivisie Cup                                                                   | Bijzonderheid                                                                    |
| Seizoen                                                                          | Divisie                                                                          | POS                                                                              | GW                                                                               | W                                                                                | G                                                                                | V                                                                                | PNT                                                                              | DV                                                                               | DT                                                                               | Kwalificatie                                                                     | KNVB Beker                                                                       | Eredivisie Cup                                                                   | Bijzonderheid                                                                    |
| -------------------------------------------------------------------------------- | -------------------------------------------------------------------------------- | -------------------------------------------------------------------------------- | -------------------------------------------------------------------------------- | -------------------------------------------------------------------------------- | -------------------------------------------------------------------------------- | -------------------------------------------------------------------------------- | -------------------------------------------------------------------------------- | -------------------------------------------------------------------------------- | -------------------------------------------------------------------------------- | -------------------------------------------------------------------------------- | -------------------------------------------------------------------------------- | -------------------------------------------------------------------------------- | -------------------------------------------------------------------------------- |
| 2022/23                                                                          | Vrouwen Eredivisie                                                               | 20                                                                               | 11                                                                               | 3                                                                                | 6                                                                                | 36                                                                               | 49                                                                               | 27                                                                               | 3e                                                                               |                                                                                  | Kwartfinale                                                                      | Halve finale                                                                     | Fortuna Sittard treedt toe tot het vrouwenvoetbal                                |
| 2023/24                                                                          | Vrouwen Eredivisie                                                               | 22                                                                               | 12                                                                               | 4                                                                                | 6                                                                                | 40                                                                               | 57                                                                               | 27                                                                               | 4e                                                                               |                                                                                  | Finalist                                                                         | Halve finale                                                                     |                                                                                  |
| 2024/25                                                                          | Vrouwen Eredivisie                                                               | 22                                                                               | 5                                                                                | 5                                                                                | 12                                                                               | 20                                                                               | 20                                                                               | 42                                                                               | 8e                                                                               |                                                                                  | Kwartfinale                                                                      | Geen deelname                                                                    | Fortuna Sittard trekt zich na drie seizoenen terug uit het vrouwenvoetbal        |

### Topscorers
- 2022/23:  Tessa Wullaert (20)
- 2023/24:  Tessa Wullaert (26)
- 2024/25:  Isa Dekker (5)

### Trainers
- 2022–2024:  Roger Reijners
- 2024–2025:  Glenda van Lieshout

## Voetnoten
ADO Den Haag · Ajax · AZ · Excelsior · Feyenoord · sc Heerenveen · NAC Breda · PEC Zwolle · PSV · Telstar · FC Twente · FC Utrecht